# Katyna Ranieri
Katyna Ranieri, właśc. Caterina Ranieri (ur. 31 sierpnia 1925 w Follonice, zm. 3 września 2018 w Pesaro) – włoska piosenkarka i aktorka, popularna w latach 50., zdobywczyni 2. miejsca na Festiwalu Piosenki Włoskiej w San Remo w 1954 roku z piosenką „Canzone da due soldi”. Wdowa po kompozytorze Rizu Ortolanim (zm. 2014). 

## Życiorys

### Lata 50.
Katyna Ranieri rozpoczęła karierę muzyczną po wojnie, śpiewając dla oddziałów wojskowych. Zadebiutowała następnie jako statystka w filmach Fanfulla, Ugo Tognazziego i Tino Scottiego. 
W 1953 roku zadebiutowała na Festiwalu w San Remo, prezentując cztery piosenki, z których jedna, „No Pierrot”, wykonana w parze z Achille Toglianim, przeszła do finału zajmując 6. miejsce. Pozostałe jej piosenki to: „Acque amare” (wykonana w parze z Carlą Boni, „Domandatelo” i „La pianola stonata” (obie wykonane w parze z Achille Toglianim). W tym samym roku zadebiutowała w kinie jako aktorka występując w filmach Fermi tutti... arrivo io! w reżyserii Sergio Grieco, Viva la rivista (w reżyserii Enzo Trapaniego i Capitan fantasma w reżyserii Primo Zeglio.
Największym sukcesem okazał się dla niej występ na Festiwalu w San Remo w roku 1954, kiedy zaśpiewana przez nią w parze z Achille Toglianim piosenka „Canzone da due soldi” zajęła 2. miejsce. Kolejna jej piosenka, „Non è mai troppo tardi” (wykonana w parze z Carlą Boni) zajęła 5. miejsce, a „Sotto l'ombrello” – 7.; do finału nie weszła „Rose” (wykonana w parze z Vittorią Mongardi. „Canzone da due soldi” w jej interpretacji weszła poza tym na listę przebojów Hit Parade Italia 1954 zajmując na niej 10. miejsce. W tym samym roku wystąpiła na Festiwalu Piosenki Neapolitańskiej, gdzie zaprezentowała pięć piosenek, w tym słynną „Pucenella”, wykonaną w czarnej, satynowej masce na oczach. Również w tym samym roku, za pośrednictwem RAI, poznała Riza Ortolaniego. Znajomość obojga wywołała zainteresowanie prasy bulwarowej, ponieważ Ranieri była mężatką. Oboje zalegalizowali swój związek dopiero w 1964 roku.
W 1955 roku wystąpiła w kilku filmach: Lacrime di sposa (z Achille Toglianim) i Processo all'amore (obok Checco Durante). W tym samym roku podpisała umowę z wytwórnią RCA, dla której zrealizowała album La ragazza di Piazza di Spagna, wydany w czterech wersjach językowych. Album odniósł międzynarodowy sukces, a w Brazylii uzyskał status złotej płyty. W następstwie tego sukcesu Katyna Ranieri odbyła tournée koncertowe po Meksyku, Brazylii, Kubie i Wenezueli.
W 1956 roku wystąpiła w filmie Sanremo canta w reżyserii Domenico Paolelli razem z takimi artystami jak: Carla Boni, Gino Latilla, Luciana Gonzales, Ugo Molinari, Gianni Marzocchi, Nilla Pizzi, Franca Raimondi, Achille Togliani i Tonina Torrielli. Przeprowadziła się z Rizem Ortolanim do Ameryki Łacińskiej. Wydała na tamtejszym rynku kilka albumów: Italian love songs, Katyna Ranieri i Serenata a Firenze. W 1959 roku podpisała umowę z wytwórnią MGM, dla której nagrała album Katyna Ranieri, przeznaczony na rynek amerykański.

### Lata 60.
W 1960 roku wystąpiła w sławnych lokalach Stanów Zjednoczonych jak: klub Ciro's w Hollywood, hotel Waldorf-Astoria w Nowym Jorku, klub nocny Cocoanut Grove w Los Angeles, Fairmont w San Francisco czy Drake Hotel w Chicago. Wzięła kilkakrotnie udział w amerykańskim programie telewizyjnym The Ed Sullivan Show.
W 1963 roku podpisała umowę z wytwórnią Decca, przechodząc następnie do Pathè. Nagrywała kolejne płyty. W 1964 roku zaśpiewała podczas 36. ceremonii wręczenia Oscarów (jako jedyna Włoszka w historii) temat „More” z filmu Mondo cane. 
W 1966 roku urodziła córkę, Rizię Ortolani, związaną w dorosłym życiu z kinematografią.

### Lata 70. i późniejsze
W latach 70 nagrała kilka czołówek dźwiękowych do filmów. 
W 1980 roku na Festiwalu dei Due Monti w Spoleto zaprezentowała piosenki do tekstów Kurta Weilla. 
W 1984 roku nagrała album Concerto per Fellini, wydany przez RCA, za który dostała wiele nagród, zarówno od krytyków i widzów. Na albumie znalazły się tematy Nino Roty z najbardziej znanych ścieżek dźwiękowych napisanych przez niego do filmów Felliniego do słów napisanymi dla niej przez czołowych włoskich tekściarzy.
W 2001 roku nagrała nowy album The fabulous Kurt Weill, na którym zawarła nowe interpretacje piosenek niemieckiego twórcy. Album został zaprezentowany w Teatro Verdi w Padwie z towarzyszeniem orkiestry kameralnej z Wenecji.
W 2002 roku na festiwalu operowym w Pesaro, poświęconym Rossiniemu dała koncert Rossini mon amour, w którym przedstawiła nieznane melodie Rossiniego, zaaranżowane przez Riza Ortolaniego.
W 2005 roku dała wspólnie z Rizem Ortolanim koncert w Teatro dell'Opera di Roma w Rzymie, zatytułowany A Roma omni-animo (con tutto il cuore), w którym zaprezentowała z towarzyszeniem teatralnej orkiestry i chóru niektóre tematy filmowe Ortolaniego.
Jej największe sukcesy związane są jednak z latami 50. Główne jej przeboje z tamtego okresu to: „Sotto l’ombrello”, „La pianola stonata”, „Rose”, „‘A Frangesa”, „L’amore è una cosa meravigliosa”, „Scapricciatiello”, „Canta cumme”, 2E’ tanto bello”, „C’est magnifique”, „Prigionieri del cielo”, „‘A frangesa”.

## Dyskografia

### Albumy
- 1954 – Appuntamento con Katyna Ranieri (RCA Victor – wydanie hiszpańskie, LP)[4]
- 1954 – Os exitos de Katyna Ranieri (RCA Victor – wydanie argentyńskie, LP)[4]
- 1955 – Girl on the spanish steps (RCA Victor, LP)[4][10]
- 1954 – Appuntamento con Katyna (RCA Italiana, LP)[10]
- 1955 – La contessa scalza (RCA Italiana, LP)[8]
- 1955 – E' tanto bello (RCA Italiana, LP)[8]
- 1956 – Serenata a Firenze (RCA Victor – wydanie brazylijskie, LP)[4]
- 1956 – „Love In Three Languages - L'Amour, L'Amore, Love” (RCA Victor, LP)[10]
- 1956 – Italian love songs (RCA Victor, LP)[4]
- 1956 – Festival di Sanremo 1956 (Cetra, LP)[4]
- 1956 – Katyna Ranieri (Fonit, LP)[4]
- 1957 – Recordacoes da Italia (RCA Victor – wydanie brazylijskie, LP)[4]
- 1957 –  I'm In The Mood For Amore (RCA Victor, LP)[4][10]
- 1957 – Love in three languages (RCA Victor, LP)[4]
- 1957 – Mexico bello (RCA Victor – wydanie brazylijskie, LP)[4]
- 1958 – Katyna Ranieri e le sue canzoni (RCA Victor, LP)[4]
- 1958 – Katyna Ranieri (RCA Musart – wydanie chilijskie, LP)[4]
- 1959 – And now Katyna Ranieri (MGM, LP)[4]
- 1959 – Katyna Ranieri (Odeon – wydanie brazylijskie, LP)[4]
- 1963 – Show stoppers! (London Records – wydanie brytyjskie, LP)[4]
- 1963 – Flying Clipper - Traumreise Unter Weissen Segeln (Riz Ortolani – Katyna Ranieri; Decca, LP)[4][10]
- 1964 – Firenze Sogna... (Claudio Villa, Odoardo Spadaro, Katyna Ranieri, Mario Querci;

Cetra, LP)
- 1965 – Mediterranean Holiday (Original Sound Track From MCS Cine Vision) (The Grand Film Orchestra & Chorus Conducted By Riz Ortolani, Katyna Ranieri; London Records, LP)[10]
- 1972 – Amanti e briganti (RCA, LP)[4][10]
- rok nieznany – Italian love songs (Capitol Records, LP)[10]
- rok nieznany – Esperando mi amor (RCA – wydanie hiszpańskie, LP)[10]
- rok nieznany – The Yellow Rolls-Royce (MGM – wydanie RPA, LP)[10]
- 1974 – Lui lui lui (Pathé, LP)[4]
- 1977 – Colgo la rosa (Cetra, LP)[4]
- 1980 – Katyna's bazar (Fonit Cetra, LP)[4]
- 1980 – Weill opera 2 (Cetra, LP)[4]
- 1984 – Chansons pour Fellini (RCA, LP)[4]
- 1985 – I grandi successi (Fonit Cetra, LP)[4]
- 1993 – Milan Fellini's movie song (CD)[4]
- 2000 – The fabolous Kurt Weill from America (BMG, CD)[4]

### Single 78 obr.[8]
- 1953 – „Acque amare” (Cetra)
- 1953 – „Domandatelo”
- 1953 – „La pianola stonata”
- 1953 – „No, Pierrot”
- 1954 – „Aveva un bavero” (RCA)
- 1954 – „Canzone da due soldi” (Cetra, RCA 1956)
- 1954 – „ Johnny Guitar” (RCA)
- 1954 – „Na voce 'na chitarra 'e o poco e luna”
- 1954 – „Non è mai troppo tardi” (Versione Cetra)
- 1954 – „Non e mai troppo tardi” (Versione RCA)
- 1954 – „Pioggia” (RCA Italiana)
- 1954 – „Rose” (Cetra)
- 1954 – „Sotto l'ombrello” con Antonio Vasquez (Cetra)
- 1955 – „Amore senza nome” (RCA Italiana)
- 1955 – „Prigionieri del cielo” (dal film omonimo) /„Goodbye Jane” (dal film “Giarrettiere rosse”) (RCA)[10]
- 1955 – „Mes mains (Le tue mani) ” (RCA Italiana)
- 1955 – „Prigionieri del cielo” (RCA)
- 1955 – „Telephonez-moi Chérie” (RCA Italiana)
- 1955 – „Amo Parigi”/„E tanto bello” (RCA Italiana)[10]
- 1955 – „L' ombra” (RCA Italiana)
- 1955 – „Un cuore” (RCA Italiana)
- 1955 – „Zingara” (RCA Italiana)
- 1956 – „'A frangesa” (Fonit)
- 1956 – „Fontana di Trevi” (RCA)
- 1956 – „Scapricciatiello” (Fonit)

### Single i EP-ki
- 1954 – „Polichinela”/„Rosas”/„Dos monedas par una cancion”/„Esperanza” (RCA, EP)[4]
- 1955 – „Il vero amore”/„Chiove”[11]
- 1955 – „Arrivederci Roma” (RCA, wydanie hiszpańskie)[4]
- 1955 – „Fontana di trevi”/„I tre timidi”/„Zucchero e pepe”/„Xe bel” (RCA Victor, EP)[4]
- 1955 – „Memories Of Naples” (Nilla Pizzi/Katyna Ranieri; RCA Italiana,EP)[10]
- 1955 – „Amore senza nome”/„Minuscolo porta bijoux”/„Sensualidad”/„Tudo e Brasil” (RCA Victor, EP)[4]
- 1955 – „I Dont' Know I Don't Care”/„I Love Paris”/„Le petit rat”/„Essere donna” (RCA Victor, EP)[4]
- 1955 – „E' tanto bello”/„Amo parigi”/„Scapricciatiello”/„Arrivederci Roma” (RCA Victor, EP)[4]
- 1955 – „Contigo”/„La contesa de scalza”/„Avevo un baver”o (RCA, EP)[4]
- 1956 – „L'amore è una cosa meravigliosa”/„Je viens de souffrir” (RCA)[4]
- 1956 – „'Amore è una cosa meravigliosa”/„Scapricciatiello”/„Je viens de souffrir”/„'A frangesa” (Fonit, EP)[4]
- 1956 – „Love In Three Languages - L'Amour, L'Amore, Love” (2xEP)[10]
- 1956 – „Memories Of Rome” - „Faontana di Trevi”/„Trinità dei monti”/„Una gita a li castelli”/„Arrivederci Roma” (RCA Italiana, EP)[11][10]
- 1956 – „Canzone da due soldi”/„Un diario”/„Aveva un bavero”/„Con te!” (RCA Italiana, EP)[11]
- 1956 – „Canta Sus Más Bellas Canciones” (RCA, EP))[10]
- 1957 – „Mary Mary”/„Dulce y pequena” (Musart, wydanie meksykańskie)[4]
- 1957 – „Polichinela”/„Rosas”/„Dos Monedas Por Una Canción”/„Esperanza” (RCA, EP))[10]
- 1957 – „Manname nu raggio 'e sole”/„Amami se vuoi”/„Ce soir”/„Amore baciami” (RCA, EP)[4]
- 1957 – „Cachito”/„Casita en Canadà”/„Estas conmigo”/„De un mundo raro” (RCA Victor – wydanie południowoamerykańskie, EP)[4]
- 1958 – „Memories Of Rome” (RCA Victor, EP)[4]
- 1959 – „Cachito” (Baiao)/„Casita En Canada” (Fox-Trot)/„Estas Conmigo” (Beguine)/„De Un Mundo Raro” (RCA, EP)[10]
- 1959 – „O”/„Zitto zitto”/„Son fragili parole”/„Ancora” (Odeon, EP)[4]
- 1959 – „Sono fragili parole”/„Zitto, zitto, zitto”/„Ancora”/„Canaglia” (Pathé, EP)[11]
- 1960 – „Uno a te uno a me”/„La felicità” (MGM)[4][10]
- 1961 – „Come Back To Rome”/„Je ne regrette rien” (MGM)[4]
- 1961 – „Mondo Cane (Je M'En Fous)”/„Ti guarderò nel cuore” (MGM)
- 1961 – „Amor amor”/„C'est magnifique”/„Celos”/Vicino o' mare” (MGM, EP)[4]
- 1962 – „Impazzirei”/„Taffettas twist” (MGM)[4]
- 1962 – colonna sonora di Mondo cane: „Ti guardero nel cuore”/„Je m'en fous” (Cam-Decca)[4]
- 1962 – „Amor Amor”/„Canaglia” (MGM)[10]
- 1962 – „Desafinado”/„La stella del desiderio” (Decca)[4][10]
- 1963 – „Puntualità”/„Il twist del pelato” (Decca)[10]
- 1964 – „Wherever You May Go”/„Have Faith” (Decca)[10]
- 1964 – „More”/„Hallò hallò” (Decca)[4]
- 1965 – „Forget domani”/„Now and them” (MGM, wydanie hiszpańskie)[4]
- 1965 – „La giostra della vita” (dal film "Con rispetto parlando") (Katyna Ranieri)/„La giostra della vita” (dal film "Con rispetto parlando") (Orchestra Riz Ortolani)(MGM)[10]
- 1965 – „La giostra della vita”/„Johnny West” (MGM)[4]
- 1965 – „La donna di fiori”/„Ancora” (Pathè)[4]
- 1965 – „Strange world”/„La giostra della vita” (Ariete)[4]
- 1965 – „Forget domani”/„Now And Them” (MGM)[4]
- 1965 – „Forget domani”/„Now And Them” (MGM, wydanie hiszpańskie)[4]
- 1965 – El Rolls-Royce Amarillo "The Yellow Rolls-Royce" (MGM, EP)[10]
- 1968 – Banditi a Milano: „Strange World”/„La giostra della vita” (Ariete)[10]
- 1968 – „Strange World”/„Strange World” (DET Recording; promo)[10]
- 1969 – „Chiuzie (Due Estranei)”/„Two Strangers” (CAM)[10][11]
- 1971 – „La confessione”/„Senza te mai” (RCA Italiana)[4][10]
- 1971 – „Oh My Love” (Katyna Ranieri)/ „Addio Zio Tom” (dal film "Addio zio Tom"; Riz Ortolani) (RCA Original Cast)[10]
- 1972 – dal film Il ragazzo e La quarantenne: „Say Hello To Yesterday”/„Hallo Happiness” (RCA)[10]
- 1973 – „L'amore secondo Teresa”/„Fataltango” (Pathè, EMI)[10][4][11]
- 1974 – „Wherever You May Go”/„Have Faith” (Decca)[4]
- 1976 – „...e tu cercavi me”/„Non mi piacevi neanche un po'” (CBS Sugar)[11]
- 1977 – „Colgo la rosa”/„Picchia picchia” (Cetra)[11]
- 1977 – „Colgo la rosa”/„Fataltango” (Cetra)[10]
- 1978 – „Non mi piacevi neanche un po'”/„…e tu cercavi me” (CBS)[4]
- rok nieznany – Bande originale du film La Rolls Royce jaune - „Forget Domani”/„Now And Then”/„Main Title: The Yellow Rolls-Royce”/„May” (MGM, EP)[10]
- rok nieznany – Katyna Ranieri N.1 - „Arrivederci Roma”/„Scapricciatiello”/„Amo Parigi (I Love Paris)”/„È tanto bello (C'est magnifique)” (RCA Italiana, EP)[10]
- rok nieznany – „Ein Glas Voll Wein, Boys !”/„Soweit die Sonne Lacht” (Decca)[10]
- rok nieznany – „La fine del mondo”/„Tornerò, tornerò, tornerò” (MGM)[10]
- rok nieznany – „I Long For Your Love”/„More” (London International)[10]
- rok nieznany – „Donna di fiori”/„Ti guarderò nel cuore” (MGM)[11]

### Książki[4]
- 1953 – Domandatelo (RCA)
- 1954 – Sotto l'ombrello (RCA)
- 1955 – Ho sognato Firenze
- 1959 – Tani